# Colwyn
Colwyn is een plaats (borough) in de Amerikaanse staat Pennsylvania, en valt bestuurlijk gezien onder Delaware County.

## Demografie
Bij de volkstelling in 2000 werd het aantal inwoners vastgesteld op 2453.
In 2006 is het aantal inwoners door het United States Census Bureau geschat op 2384, een daling van 69 (-2,8%).

## Geografie
Volgens het United States Census Bureau beslaat de plaats een oppervlakte van
0,7 km², geheel bestaande uit land.

## Plaatsen in de nabije omgeving
De onderstaande figuur toont nabijgelegen plaatsen in een straal van 4 km rond Colwyn.